# Francesc Petit
Francesc Petit Reig (Barcelona, 1934 — São Paulo, 6 de setembro de 2013) foi um publicitário e pintor catalão naturalizado brasileiro.
Trabalhou na JWT e McCann-Erickson. Fundou com José Zaragoza e Ronald Persichetti o estúdio Metro 3, inovador em termos criatividade na publicidade brasileira. Associou-se a eles Roberto Duailibi fundando a DPZ em 1968, até hoje uma das maiores e mais respeitadas agências do país.
Também é autor de livros de propaganda, onde se destacam Propaganda Ilimitada, onde fala sobre o negócio da propaganda, e Faça Logo uma Marca, onde fala sobre marcas famosas, sua importância e mostra marcas criadas por ele, como a do banco Itaú, a fabricante de alimentos Sadia, a Gol, entre outras. Era diretor de criação na DPZ. Vivia no Brasil desde 1952.
Petit era um apaixonado pelo ciclismo. Dedicou diversos quadros à modalidade esportiva. Um dia depois de sua morte foi homenageado pela ESPN Brasil durante a transmissão da Volta à Espanha.
Petit também é pai de Julia Petit, apresentadora, publicitária, e modelo brasileira, Luisa Petit, fotógrafa e Isabel Petit, diretora de arte.